# Nufăr termal
Nymphaea lotus var. thermalis (Lotus termal sau popular drețe), este o specie de nufăr endemică pentru zona băilor „1 Mai” România.  Mai este cunoscut ca nufărul termal sau floarea de lotus. Această specie trăiește în apele pârâului Peța, din apropierea băilor „1 Mai” de lângă Oradea. Caracteristica apelor pârâului este temperatura crescută (ape termale). Se consideră că această specie ar fi, probabil, un relict terțiar. Specia a fost descoperită în anul 1789 de botanistul Pál Kitaibel. Numele l-a primit ceva mai târziu, în 1908 când János Tuzson îi dă această denumire datorită asemănării cu nufărul de Nil. Datorită unicității ei (situl Lacul Pețea este singurul areal unde se întâlnește această specie), Nymphaea lotus var. thermalis  a fost declarată încă din 1931, monument al naturii.